# Peter Buxmann
Peter Buxmann (* 1964 in Frankfurt am Main) ist Professor für Wirtschaftsinformatik an der Technischen Universität Darmstadt und Kolumnist sowie Podcaster für die Frankfurter Allgemeine Zeitung. Seit mehr als zehn Jahren forscht er gemeinsam mit seinem Team auf dem Gebiet der Künstlichen Intelligenz (KI). Schwerpunkte bilden dabei die wirtschaftliche KI-Nutzung, konkrete Use Cases, neue Geschäftsmodelle, die organisatorische Einbettung sowie die Zusammenarbeit zwischen Menschen und Algorithmen. Die enge Kooperation mit Unternehmen verschiedener Größen ist fester Bestandteil seiner Arbeit. So ist er u. a. auch als Aufsichtsrat sowie als Berater auf C-Level in der Wirtschaft tätig und mehrfacher Unternehmensgründer, zuletzt im Bereich der generativen KI.
Als international gefragter Speaker ist er sowohl auf Großevents, wie den Hamburger oder Frankfurter IT-Tagen, als auch bei Kunden- sowie Mitarbeiterveranstaltungen von Unternehmen aller Größenordnungen tätig. Die Vorträge sind verständlich, unterhaltsam und praxisnah. So fließen beispielsweise Erfahrungen und Ergebnisse aus den vielfältigen Kooperations- und Kundenprojekten mit unterschiedlichen Unternehmen in die Inhalte ein. Auch als Moderator ist Peter Buxmann bei Großveranstaltungen, beispielsweise beim John-Deere-Forum in Mannheim mit David Richard Precht oder bei der Jahresveranstaltung des Bundes der deutschen Industrie in Berlin.

## Leben
Buxmann studierte Wirtschaftswissenschaften mit Schwerpunkt Wirtschaftsinformatik an der Goethe-Universität Frankfurt, wo er im Anschluss auch promovierte. Habilitiert hat er sich nach einem Forschungs- und Lehraufenthalt an der Haas School of Business der University of California in Berkeley. Von 2000 bis 2004 war er Professor für Wirtschaftsinformatik und Informationswirtschaft an der Technischen Universität Freiberg, bevor er an die Technische Universität Darmstadt wechselte.

## Forschung
Seine Forschungsschwerpunkte sind die digitale Transformation von Wirtschaft und Gesellschaft, Methoden und Anwendungen der Künstlichen Intelligenz sowie das Spannungsfeld zwischen Datenökonomie und Privatsphäre. Er ist Autor von mehr als 300 Publikationen, die u. a. in der Frankfurter Allgemeinen Zeitung, der Süddeutschen Zeitung sowie in internationalen Zeitschriften (z. B. Management Information Systems Quarterly, Information Systems Research, Journal of Information Technology, European Journal on Information Systems, Information Systems Journal) und Konferenzbänden (z. B. International Conference on Information Systems sowie European Conference on Information Systems) erschienen sind.
Die Arbeiten von Peter Buxmann sind mit verschiedenen Forschungs- und Lehrpreisen ausgezeichnet worden. Ein Schwerpunkt seiner Arbeiten ist der Transfer in die Wirtschaft. Er war Sprecher bei vielen Events, u. a. der ECM-World, den Hamburger IT-Strategie-Tagen sowie den Frankfurter IT-Tagen und ist in der Weiterbildung für Unternehmen insbesondere in den Bereichen Digitale Transformation sowie Künstliche Intelligenz aktiv. Buxmann hat selbst zwei Unternehmen mitgegründet, unterstützt eine Vielzahl von Start-ups und ist Beiratsvorsitzender des Innovations- und Gründungszentrums HIGHEST an der Technischen Universität Darmstadt – nachdem er das Zentrum fünf Jahre lang geleitet und mit aufgebaut hat.
Gemeinsam mit Holger Schmidt ist er Host des FAZ-Podcasts „Künstliche Intelligenz“.

## Bücher
- Buxmann, Peter; Schmidt, Holger (Hrsg.): Künstliche Intelligenz – Mit Algorithmen zum wirtschaftlichen Erfolg, 2. Auflage (2022)
- Buxmann, Peter; Diefenbach, Heiner; Hess, Thomas: Die Softwareindustrie: ökonomische Prinzipien, Strategien, Perspektiven. 3. Auflage, Springer, Berlin. ISBN 978-3-662-45588-3, (2015)

## Veröffentlichungen (Auswahl)
- Sturm, Timo; Pumplun, Luisa; Gerlach, Jin; Kowalczyk, Martin; Buxmann, Peter: Machine Learning Advice in Managerial Decision-Making: The Overlooked Role of Decision Makers’ Advice Utilization. (2023) In: The Journal of Strategic Information Systems, 32 (4), ISSN 0963-8687, e-ISSN 1873-1198, DOI: 10.1016/j.jsis.2023.101790, Offizielle URL, Artikel
- Vetter, Oliver A.; Sturm, Timo; Fecho, Mariska; Buxmann, Peter: Machine Learning Developments as Stimuli for Organizational Learning.(2023) In: ICIS 2023 Proceedings, Hyderabad, Indien, International Conference on Information Systems (ICIS), Hyderabad, Indien, 10.-13. Dezember 2023, Offizielle URL, Konferenzveröffentlichung
- Buxmann, Peter; Zöll, Anne: Ökonomische Effekte von ChatGPT. (2023) In: Controlling & Management Review, 67 (5), S. 16-21, Wiesbaden, Springer Gabler, ISSN 2195-8262, e-ISSN 2195-8270, DOI:10.1007/s12176-023-1066-4, Offizielle URL, Artikel
- Hendriks, Patrick; Sturm, Timo; Olt, Christian M.; Buxmann, Peter: The Impact of Human-Artificial Intelligence Partnerships on Organizational Learning. (2023) In: ECIS 2023 Research Papers, In: ECIS 2023 Proceedings, Atlanta, AIS eLibrary, European Conference on Information Systems (ECIS 2023), Kristiansand, Norway, June 11-16, 2023, Offizielle URL, Konferenzveröffentlichung
- Ellenrieder, Sara; Jourdan, Nicolas; Biegel, Tobias; Bretones Cassoli, Beatriz; Metternich, Joachim; Buxmann, Peter: Toward the sustainable development of machine learning applications in Industry 4.0. (2023) In: ECIS 2023 Research Papers, In: ECIS 2023 Proceedings, Atlanta, AIS eLibrary, European Conference on Information Systems (ECIS 2023), Kristiansand, Norwegen, 11.-16. Juni 2023, Offizielle URL, Konferenzveröffentlichung
- Buxmann, Peter: Standard-Algorithmen kommen In: Frankfurter-Allgemeine-Zeitung vom 10. März 2021
- Buxmann, Peter: Der gläserne Mensch wird durch KI noch transparenter In: Süddeutsche-Zeitung vom 8. Dezember 2018
- Sturm, Timo; Gerlach, Jin P.; Pumplun, Luisa; Mesbah, Neda; Peters, Felix; Tauchert, Christoph; Nan, Ning; Buxmann, Peter: Coordinating Human and Machine Learning for Effective Organizational Learning In Management Information Systems Quarterly (2021)
- Krasnova, Hanna; Widjaja, Thomas; Buxmann, Peter; Wenninger, Helena; Benbasat, Izak: Why Following Friends Can Hurt You: An Exploratory Investigation of the Effects of Envy on Social Networking Sites among College-Age Users. In:  Information Systems Research (2015)
- Gerlach, Jin; Widjaja, Thomas; Buxmann, Peter: Handle with Care: How Online Social Network Providers’ Privacy Policies Impact Users’ Information Sharing Behavior. In: Journal of Strategic Information Systems (2015)
- Kowalczyk, Martin; Buxmann, Peter: Big Data and Information Processing in Organizational Decision Processes: A Multiple Case Study. In: Business & Information Systems Engineering (2014)
- Gerlach, Jin; Stock, Ruth; Buxmann, Peter: Never Forget Where You’re Coming From: The Role of Existing Products in Adoptions of Substituting Technologies. In: Journal of Product Innovation Management (2014)
- Eling, Nicole; Krasnova, Hanna; Widjaja, Thomas; Buxmann, Peter: Will You Accept an App? Empirical Investigation of the Decisional Calculus Behind the Adoption of Applications on Facebook. In: International Conference on Information Systems (ICIS), 15.–18. Dezember 2013, Milan, Italy. (2013)
- Loske, André; Widjaja, Thomas; Buxmann, Peter: Cloud Computing Providers’ Unrealistic Optimism regarding IT Security Risks: A Threat to Users? In: International Conference on Information Systems (ICIS), 15.–18. Dezember 2013, Milan, Italy. (2013)
- Krasnova, Hanna; Wenninger, Helena; Widjaja, Thomas; Buxmann, Peter: Envy on Facebook: A Hidden Threat to Users’ Life Satisfaction? In: WI2013 – 11. Internationale Tagung Wirtschaftsinformatik, 27. Februar–1. März 2013, Leipzig, Germany. (2013) (Best Paper Award auf der 11. Internationalen Tagung Wirtschaftsinformatik)